# بيت جوهر (الحيمة الخارجية)

تعديل مصدري - تعديل

بيت جوهر هي إحدى قرى عزلة الجحادب بمديرية الحيمة الخارجية التابعة لمحافظة صنعاء، بلغ تعداد سكانها 157 نسمة حسب تعداد اليمن لعام 2004.